# Oleg Chatounov
Oleg Aleksandrovitch Chatounov (en russe : Оле́г Алекса́ндрович Шатуно́в) est un ancien joueur désormais entraîneur soviétique puis russe de volley-ball et de beach-volley né le 21 février 1967 à Iochkar-Ola (république des Maris). Il mesurait 2,04 m et jouait central. Il fut international soviétique et russe.

## Clubs
| Club                                             | De        | À         |
| ------------------------------------------------ | --------- | --------- |
| Automobilist Léningrad/Spartak Saint-Pétersbourg | 1983-1984 | 1992-1993 |
| Piemonte Volley                                  | 1993-1994 | 1993-1994 |
| JT Thunders                                      | 1994-1995 | 1998-1999 |
| Cutrofiano                                       | 1999-2000 | 2000-2001 |
| SSK Ankara                                       | 2001-2002 | 2001-2002 |

## Palmarès

### Club et équipe nationale
- Ligue mondiale
  - Finaliste : 1993
- Coupe du monde (1)
  - Vainqueur : 1991
- Championnats d'Europe (1)
  - Vainqueur : 1991
- Coupe de la CEV (2)
  - Vainqueur : 1988, 1989
- Championnat du Japon
  - Finaliste : 1997
- Championnat de Russie (2)
  - Vainqueur : 1992, 1993
- Championnat d'URSS
  - Finaliste : 1990
- Coupe d'URSS (1)
  - Vainqueur : 1989
  - Finaliste : 1988

### Distinctions individuelles
- Meilleur contreur de la Ligue mondiale 1993
- Meilleur contreur de la Ligue mondiale 1995